# Migléc
Migléc, régebbi nevén Miglécnémeti (1899-ig Miglécz, szlovákul: Milhosť) falu Szlovákiában, a Kassai kerület Kassa-környéki járásában.

## Fekvése
Kassától 21 km-re délre, a magyar határ mellett fekszik Szina és Kenyhec községek szomszédságában, a hidasnémeti határátkelőtől 1-1,5 km-re. Lakosságának 80%-a magyar anyanyelvű. A község 7,84 km² területen terül el 166 m tengerszint feletti magasságban.

## Története
Migléc (Felnémet) nevét először 1220-ban említik a Váradi regestrumban „Felnémet” néven. A „Migléc” nevet a 15. századtól viseli a falu.
Német telepesek laktak itt, akik 1205–1209 között érkeztek. A 13. században Felnémet is egyike volt – a másik két Németi nevű településsel együtt – annak a 10 királynéi német telepesfalunak, amelyet a vizsolyi ispánság fogott össze.
A három Németi nevű falut még a király adta Menne dajkának, a szász István fia Mihály feleségének, aki IV. Lászlót és testvérét, Máriát szoptatta.
1299-ben Mihály ispán és fia István, valamint György budai polgár úgy osztotta meg a három falut, hogy Felnémeti és Középnémeti keleti fele Mihályéké, nyugati fele Györggyé lett. Középnémetit és Alnémetit pedig három évig közösen használták. Az 1319-es osztozáskor Felnémetin 10 telek Györgynek jutott. 1331-ben István Felnémeti részét elzálogosította Miklós fia Györgynek.
Egy Szent Mihály kápolnáról is említés esik 1322-ből, de nem tudjuk hol állhatott.
1450-ben a Hegyaljai család birtokokat szerez a községben. Az 1500-as évekig a község területén csak német lakosság él. Csak a 16. században érkeztek meg az első magyar családok. Ennek következtében csökkent a német lakosság aránya. Az 1600-as évek után már nincsenek feljegyzések német telepesekről, ám egyre több szlovák család költözött a falu területére. 1720-ban a magyar és szlovák lakosság száma megegyezett. Az 1787-es évben megérkeztek az első zsidók és 1850 után a romák is.
A 18. század végén Vályi András így ír róla: „MIGLÉCZ. Magyar falu Abaúj Várm. földes Urai több Uraságok, lakosai többfélék, fekszik Kenyhecznek szomszédságában, és annak filiája, határja néhol sovány, és nehezen miveltetik, épületre való fája nints, vagyonnyai középszerűek.”
A falu pecsétje 1839-ből származik, ami alapján aztán elkészült Migléc címere a 20. század 90-es éveiben.
A falu azelőtt különböző neveken volt említve, mint például: „Középnémeti”, „Kisnémeti” vagy „Középkisnémeti”. Ez az oka annak, hogy Miglécet még manapség is Miglécnémetiként emlegetik annak ellenére, hogy a szomszédos község régiesen viszont Abaújszina.
Fényes Elek 1851-ben kiadott geográfiai szótárában így ír a faluról: „Miglécz, magyar falu, Abauj vgyében, a Hernád völgyében, Kassához délre 2 1/2 mfdnyire: 280 kath., 147 ref., 70 zsidó lak. Ref. szentegyház. Gazdag róna határ. F. u. Turánszky, Krajnik, Oláh, Szentmiklósy.”
Borovszky monográfiasorozatának Abaúj-Torna vármegyét tárgyaló része szerint: „Kenyhecztől délre van Miglécz község 68 házzal és 406 magyar és tót ajku lakossal. Postája Abauj-Szina, távirója Hidas-Németi.”
A trianoni diktátumig Abaúj-Torna vármegye Kassai járásához tartozott, ezután az új csehszlovák állam része lett. 1938 és 1945 között újra Magyarország része.
1993-ig Kenyheccel (szlovákul: Kechnec) együtt alkotta Hraničná pri Hornáde községet, azóta ismét önálló község.

### A község megnevezései
- 1403 – 	Felsekysnemethy, Myglez
- 1405 – 	Kysnemety, Mikliz
- 1415 – Kis Németi, Miglész
- 1427 – 	Migles
- 1512 – 	Kis Nemethi
- 1523 – 	Migleznemethy
- 1746 – 	Miglécz
- 1773-1786, 1790, 1808 – Miglécz
- 1863-1902, 1920-1938 – Migléc
- 1907-1913, 1938-1945 – Miglécnémeti
- 1945-1947 – Migléc
- 1948-1964 – Milhosť
- 1964-1985 – Hraničná pri Hornáde, határfalu a Hernád mellett (Migléc & Kenyhec)
- 1993 – 	Milhosť (megszerezte önállóságát), Migléc

### A községnév változásai

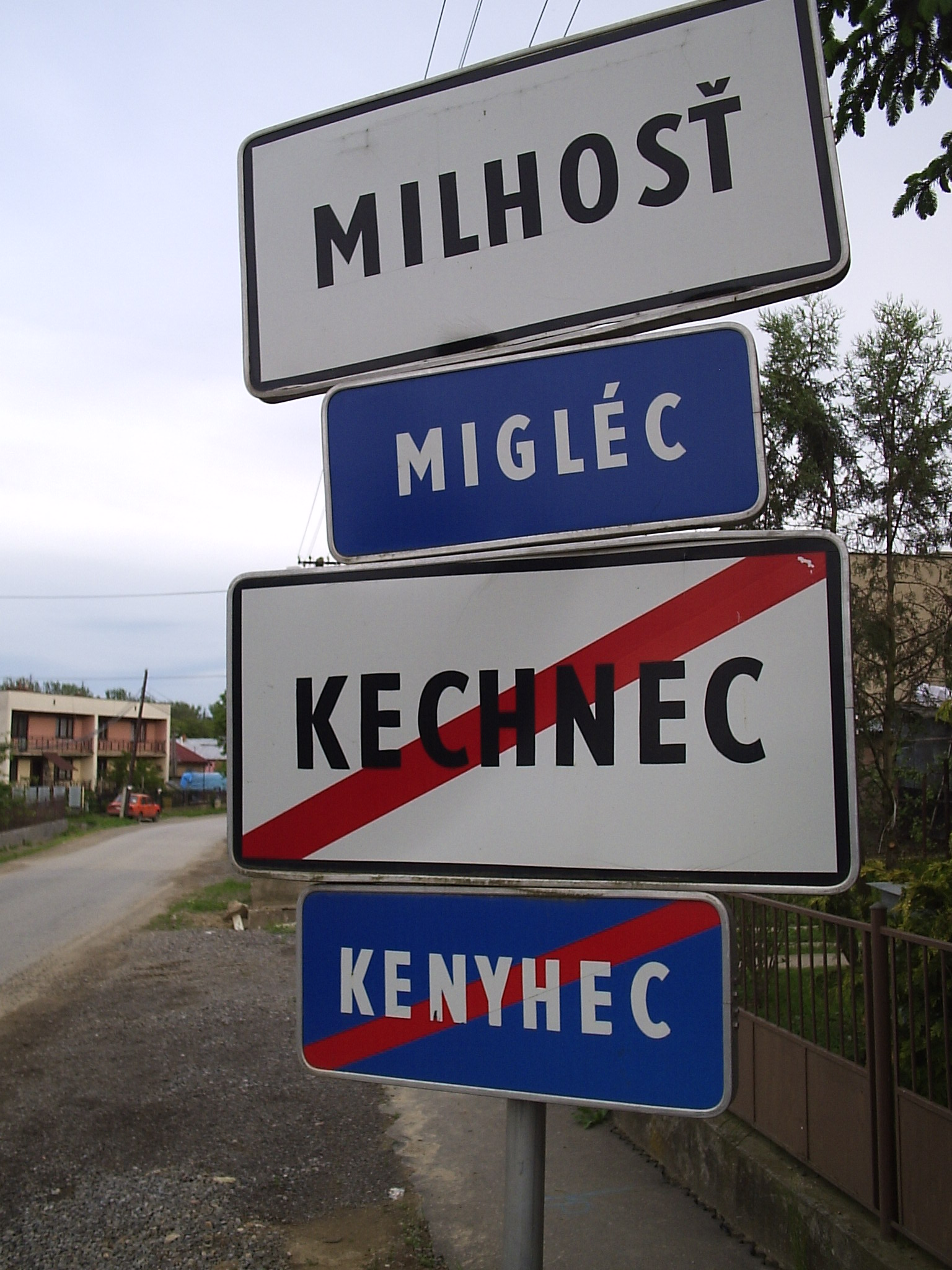
A falu elejét jelölölő kétnyelvű tábla

A Csehszlovák Köztársaság megalakulása után, 1918-ban Migléc határfalu lett Magyarország és Szlovákia között. A bécsi döntést követően, 1938-ban Magyarország részévé válik Miglécnémeti néven. A második világháborút befejezve Migléc ismét a Csehszlovák Köztársasághoz tartozik. Az 1945-ös és 47-es évek alatt Migléc a falu neve, viszont már 1948-tól egészen 1964-ig a szlovák neve használatos, ami Milhosť (olv.:Milhoszty). A községet 1964-ben egyesítették a szomszédos Kenyhec faluval, így a Hraničná pri Hornáde, časť Milhosť (olv.:Hranyicsná pri Hornágye, csaszty Milhoszty) nevet kapta, ami annyit tesz, mint: Határfalu a Hernád mellett, Migléc rész. 1986-ban ismét új nevet kapott a falu, mert hozzácsatolták Szina községhez, így lett Seňa, časť Milhosť (olv.: Szenya, csaszty Milhoszty): Szina, Migléc rész.

Ez az állapot nem volt a legelőnyösebb a falu fejlődését tekintve, bekövetkezett kulturális és anyagi visszaesése. A lakosok kérésére – 28 évi összekapcsolás után a szomszédos falvakkal – 1993. január 1-jén már mint önálló község jelenik meg. Ettől az évtől használatos a falu elejét és véget jelző kétnyelvű tábla (Milhosť/Migléc), mivel a lakosok több, mint a fele magyar nemzetiségű. 

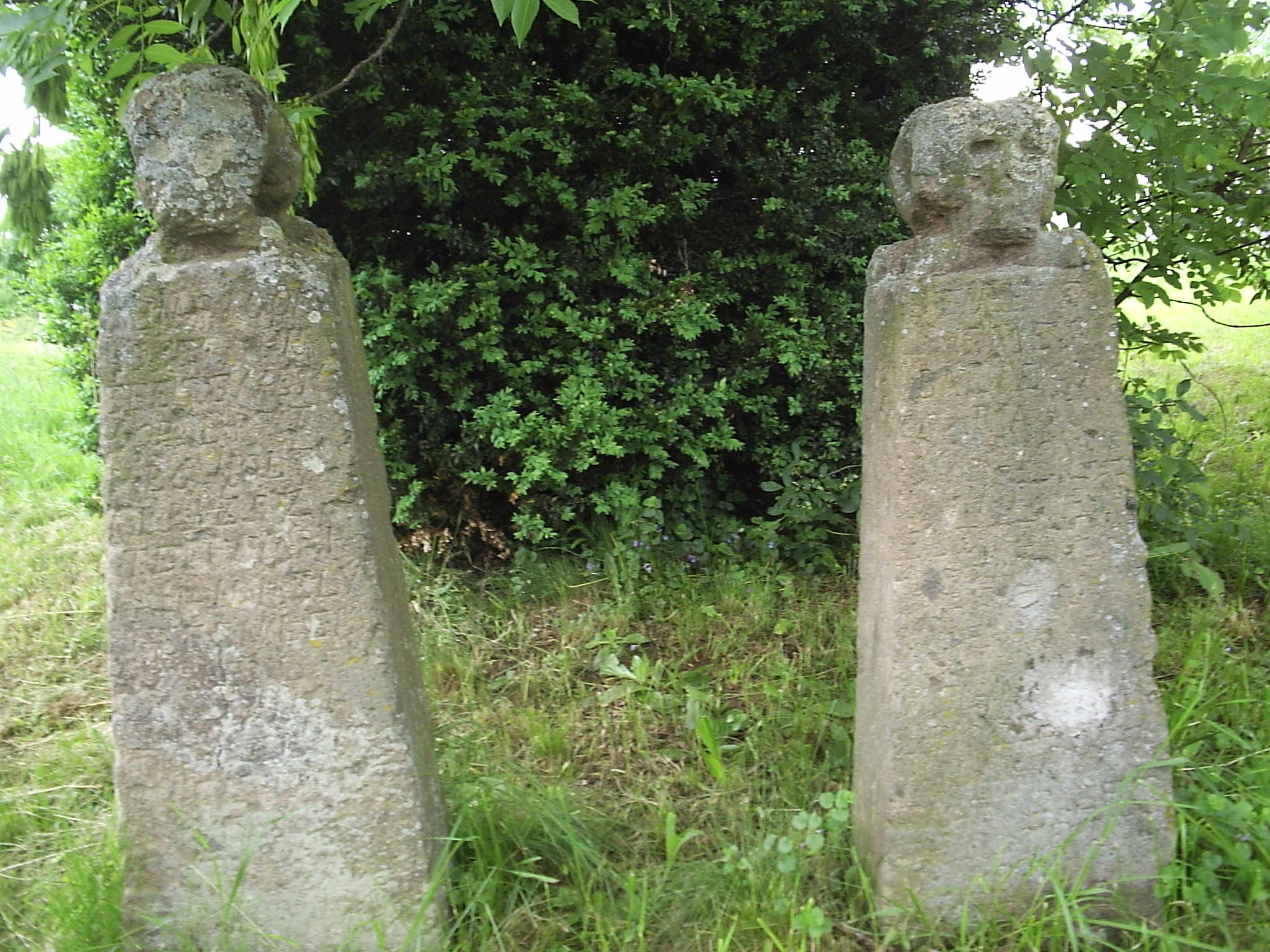
Ádám és Éva-az egyik legrégebbi sírkövek a migléci temetőben

## Népessége
| Év:            | 1994. | 2004.   | 2014.   | 2024.   |
| -------------- | ----- | ------- | ------- | ------- |
| Emberek száma: | 355   | 373     | 389     | 402     |
| Eltérés:       |       | +5,07 % | +4,28 % | +3,34 % |

| Év:            | 2023. | 2024.   |
| -------------- | ----- | ------- |
| Emberek száma: | 387   | 402     |
| Eltérés:       |       | +3,87 % |

1910-ben 424-en, túlnyomórészt magyarok lakták.
2001-ben 344 lakosából 189 szlovák és 144 magyar.
2011-ben 379 lakosából 223 szlovák és 106 magyar.
2021-ben 392 lakosából 294 szlovák, 90 magyar (23%), 8 ismeretlen nemzetiségű.

## A címer
A pecséten – amely 1839-ből származik – a „Miglécz helység petsétje 1839“ felirat látható és az ábra, amely alapján a címer is elkészült.
A címer: zöld pázsiton két földműves látható kalappal a fejükön. Egyikük kezében cséphadaró. A második alak kaszát tart. Közöttük ekevas és kaszafenő fén van elhelyezve. A piros égbolton ragyogóan süt az aranyszínű nap.
http://www.ngw.nl/heraldrywiki/images/b/b3/Milhost.jpg

## Itt születtek
Frisch Ármin (1866. január 13. – Budapest, 1948. április 13.) magyarországi zsidó tanár, rabbi, irodalomtörténész.